# ルゴヴォイ (ジャンブール州)
ルゴヴォイ（ロシア語: Луговой、カザフ語: Луговое）はカザフスタン共和国ジャンブール州トゥラル・リスクロフ地区の村である。人口は10,242人（2009年）である。

## 概要
トルキスタン・シベリア鉄道のルゴヴォイ駅からはタラズ、ビシュケク、シュの各方面に線路が延びている。

## 人口
1999年時点では人口は9876人（男性：4,874人、女性：5,002人）であった。2009年国勢調査では人口は10,242人（男性：5,103人、女性：5,139人）に増加していた。